# Unterneustadt
Unterneustadt, Kassel-Unterneustadt – okręg administracyjny Kassel, w Niemczech, w kraju związkowym Hesja. W grudniu 2015 roku okręg zamieszkiwało 4306 mieszkańców.